# 豊岡市立西気小学校
豊岡市立西気小学校（とよおかしりつ にしきしょうがっこう）とは、かつて兵庫県豊岡市日高町にあった公立小学校。豊岡市立日高西中学校とは連携校だった。

## 沿革
- 1874年（明治7年）- 開校。
- 2005年（平成17年）4月1日 - 市町村合併により日高町立から豊岡市立西気小学校と改称。
- 2013年（平成25年）3月 - 閉校[1]。豊岡市立清滝小学校へ統合[2]。

## 学区
豊岡市日高町のうち、下記の地区であった。
- 東河内
- 水口
- 稲葉
- 万劫
- 山田
- 栗栖野
- 万場

（順不同）

## クラブ活動
西気小学校のクラブ活動は以下のとおりであった。
- 科学クラブ
- スポーツクラブ
- 家庭科クラブ
- パソコンクラブ

等であった。なお必ず児童はどれかに所属しなければならなかった。

## 年間行事
ここではほぼ毎年実施されていたものを記述する。
4月
- 始業式
- 入学式
- 参観授業

6月
- プール掃除
- なかよし給食（全校で給食を食べるという行事）
- プール開き

7月
- 一学期終業式

9月
- 運動会

10月
- 遠足（年によって、秋にある場合と春に行われる場合があった）
- 校内マラソン
- メモリアルデー（豊岡市を襲った台風23号の影響を知るという全学年合同の行事

11月
- いきいき学校（豊岡の有名人の話を聞く行事）

12月
- 二学期終業式

1月
- 三学期始業式
- 書初め大会
- 百人一首大会

2月
- 福祉体験

3月
- 卒業式
- 修了式